# Kazuhiko Chiba
Kazuhiko Chiba (千葉 和彦, Chiba Kazuhiko, Kushiro, 21 juni 1985) is een Japans voetballer die als verdediger speelt.

## Clubcarrière
Chiba speelde in Nederland twee seizoenen bij AGOVV en stapte in 2005 over naar FC Dordrecht. Daar kon hij echter niet spelen omdat hij alleen een toeristenvisum had en niet mocht werken. Hij keerde terug naar Japan waar hij voor Albirex Niigata ging spelen. In 2012 ging hij voor Sanfrecce Hiroshima spelen. Vanaf 2019 komt hij uit voor Nagoya Grampus. In januari 2021 ging hij naar Albirex Niigata.

## Statistieken
| Japans voetbalelftal | Japans voetbalelftal | Japans voetbalelftal |
| Jaar                 | Wed.                 | Dlp.                 |
| -------------------- | -------------------- | -------------------- |
| 2013                 | 1                    | 0                    |
| Totaal               | 1                    | 0                    |

## Erelijst
- J1 League: 2013
- Japans supercup: 2013
- Oost-Aziatisch voetbalkampioenschap: 2013